# Paramythia montium
Pica-bagas-de-crista-oriental ou papa-bagas-de-poupa-oriental (Paramythia montium) é uma espécie de ave da família Melanocharitidae.
Pode ser encontrada nos seguintes países: Indonésia e Papua-Nova Guiné.
Os seus habitats naturais são: regiões subtropicais ou tropicais húmidas de alta altitude.